# Saida Iskandarova

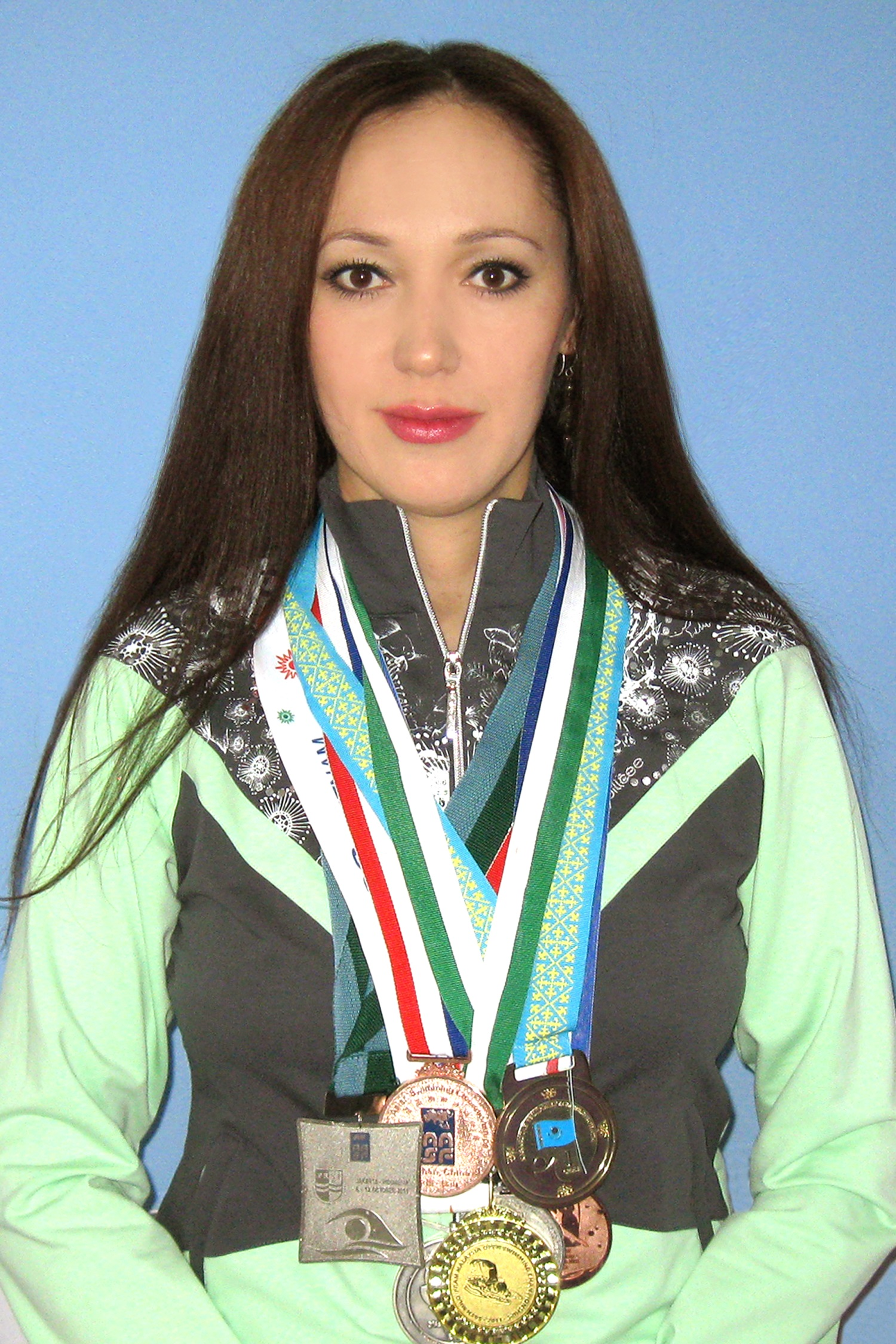
Saida Iskandarova (2008)

Saida Iskandarova (kyrillisch Саида Искандарова; * 12. März 1980 in Taschkent) ist eine ehemalige usbekische Schwimmerin. Sie nahm 2000 an den Olympischen Spielen in Athen teil, bei denen sie den 55. Platz belegte. Danach trat sie bei den Olympischen Spielen in Sydney an, bei denen sie den 32. Platz erreichte.